# Ţūl Lāt
Ţūl Lāt (persiska: Ţūleh Lāt-e Āzār Key, طوله لات آزار کی, طول لات) är en ort i Iran.   Den ligger i provinsen Gilan, i den norra delen av landet, 180 km nordväst om huvudstaden Teheran. Ţūl Lāt ligger 99 meter över havet och antalet invånare är 841.
Terrängen runt Ţūl Lāt är varierad. Runt Ţūl Lāt är det ganska tätbefolkat, med 134 invånare per kvadratkilometer. Närmaste större samhälle är Rūdsar, 16,1 km norr om Ţūl Lāt. I omgivningarna runt Ţūl Lāt växer i huvudsak blandskog.